# Liste der Biografien/Balf
Liste der Biografien |
Portal Biografien |
Personensuche
# |
A |
B |
C |
D |
E |
F |
G |
H |
I |
J |
K |
L |
M |
N |
O |
P |
Q |
R |
S |
T |
U |
V |
W |
X |
Y |
Z |
?
 
Ba |
Be |
Bd |
Bg |
Bh |
Bi |
Bj |
Bl |
Bm |
Bn |
Bo |
Br |
Bs |
Bu |
Bw |
By |
Bz
 
Baa |
Bab |
Bac |
Bad |
Bae |
Baf |
Bag |
Bah |
Bai |
Baj |
Bak |
Bal |
Bam |
Ban |
Bao |
Bap |
Baq |
Bar |
Bas |
Bat |
Bau |
Bav |
Baw |
Bax–Baz
 
Bala |
Balb |
Balc |
Bald |
Bale |
Balf |
Balg |
Balh |
Bali |
Balj |
Balk |
Ball |
Balm |
Baln |
Balo |
Balp |
Balq |
Bals |
Balt |
Balu |
Balv |
Balw |
Baly |
Balz
Die Liste der Biografien führt alle Personen auf, die in der deutschsprachigen Wikipedia einen Artikel haben. Dieses ist eine Teilliste mit 38 Einträgen von Personen, deren Namen mit den Buchstaben „Balf“ beginnt.

## Balf

### Balfa
- Balfa, Christine (* 1968), US-amerikanische Trangelspielerin, Gitarristin und Sängerin und Vertreterin der Cajun-Musik
- Balfa, Dewey (1927–1992), US-amerikanischer Cajun-Musiker (Fiddlespieler und Sänger)
- Balfanz, Dietrich (1921–2008), deutscher Jurist und Verbandsgeschäftsführer
- Balfanz, John (1940–1991), US-amerikanischer Skispringer
- Balfanz, Ulrich (1887–1954), Jurist und Bürgermeister von Wilhelmshaven

### Balfe
- Balfe, Caitríona (* 1979), irische SchauspielerinCaitríona Balfe (* 1979)

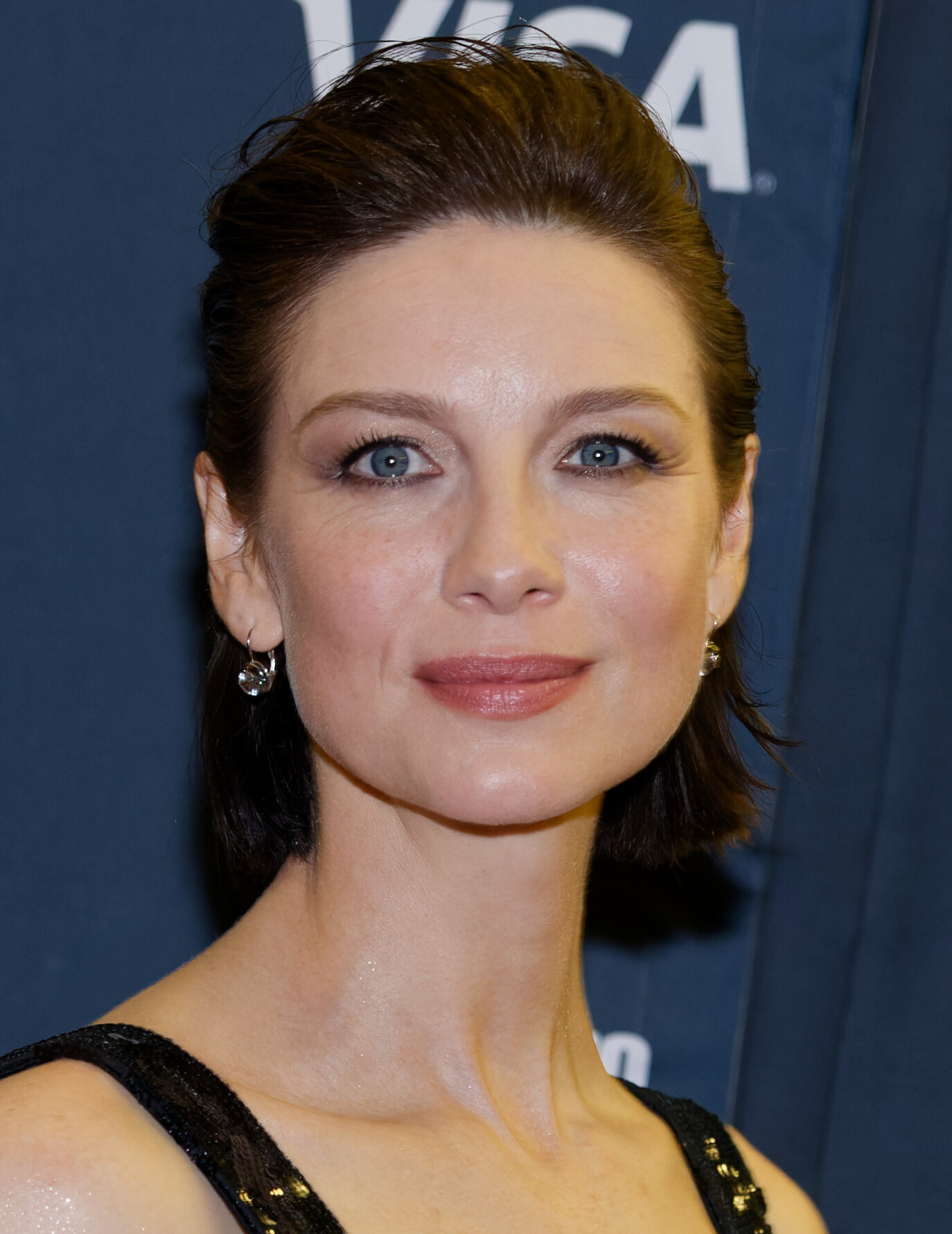
Caitríona Balfe (* 1979)

- Balfe, Harry (1860–1944), US-amerikanischer Unternehmer und Firmenvorstand in der Lebensmittelbranche sowie späterer Pferdezüchter
- Balfe, Lorne (* 1976), schottischer Filmkomponist
- Balfe, Michael William (1808–1870), irischer Komponist, Violinist, Opernsänger (Bariton) und Dirigent
- Balfe, Richard (* 1944), britischer Politiker, MdEP
- Balfe, Veronica (1913–2000), US-amerikanische Sportschützin und Schauspielerin
- Balfet, Hélène (1922–2001), französische Ethnologin

### Balfo
- Balfour, Andrew (1873–1931), schottischer Arzt, Schriftsteller und Rugbyspieler
- Balfour, Anthony, 3. Baron Riverdale (* 1960), britischer Peer und Politiker (parteilos)
- Balfour, Arthur James, 1. Earl of Balfour (1848–1930), britischer Politiker, Mitglied des House of Commons, Premierminister (1902–1905) und Außenminister (1916–1919)
- Balfour, Betty (1903–1977), englische Filmschauspielerin
- Balfour, Earl (1933–2018), kanadischer Eishockeyspieler
- Balfour, Eric (* 1977), US-amerikanischer Schauspieler, Produzent und Regisseur
- Balfour, Eve (1898–1990), britische Agrarwissenschaftlerin
- Balfour, Frances (1858–1931), britische Frauenrechtlerin und Frauenwahlrechtsaktivistin
- Balfour, Francis Maitland (1851–1882), schottischer Zoologe
- Balfour, George (1872–1941), schottischer Ingenieur, Unternehmer, Parlamentsabgeordneter
- Balfour, Gerald, 2. Earl of Balfour (1853–1945), britischer Politiker der Conservative Party, Unterhausabgeordneter und Peer
- Balfour, Gerald, 4. Earl of Balfour (1925–2003), schottisch-britischer Peer und Politiker (Conservative Party)
- Balfour, Gordon (1882–1949), kanadischer Ruderer
- Balfour, Ian, 2. Baron Balfour of Inchrye (1924–2013), britischer Peer und Politiker
- Balfour, Isaac Bayley (1853–1922), britischer Botaniker
- Balfour, James (1831–1869), schottisch-neuseeländischer Ingenieur
- Balfour, Jodi (* 1987), südafrikanische Fernseh- und FilmschauspielerinJodi Balfour (* 1987)

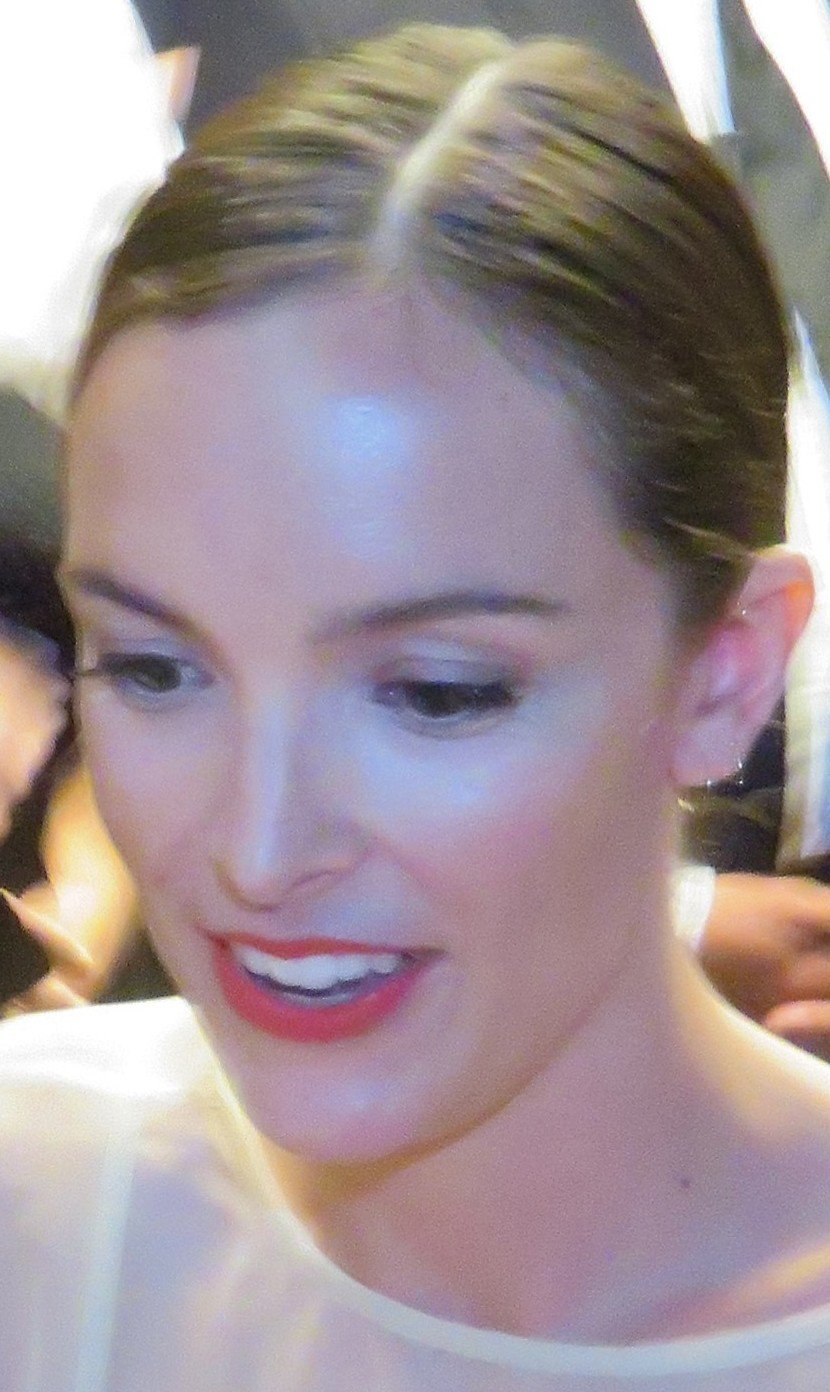
Jodi Balfour (* 1987)

- Balfour, John (1750–1842), schottischer Politiker, Mitglied des House of Commons
- Balfour, John Hutton (1808–1884), schottischer Arzt und Botaniker
- Balfour, John, 1. Baron Kinross (1837–1905), britischer Politiker, Abgeordneter des House of Commons und Mitglied des House of Lords
- Balfour, Kirsty (* 1984), britische Schwimmerin
- Balfour, Neil (* 1944), britischer Manager und Politiker, Mitglied des Europäischen Parlaments
- Balfour, Patrick, 3. Baron Kinross (1904–1976), britischer Autor und Politiker, Mitglied des House of Lords
- Balfour, Robert, 5. Lord Balfour of Burleigh († 1757), schottischer Lord, Jakobit und Mörder
- Balfour, Thomas (1810–1838), schottischer Politiker, Mitglied des House of Commons
- Balfour-Browne, Francis (1874–1967), britischer Entomologe